# 大垣市公設地方卸売市場
大垣市公設地方卸売市場（おおがきしこうせつちほうおろしうりしじょう）は、岐阜県大垣市にある公設の卸売市場。大垣市のほか、海津市、不破郡、安八郡、養老郡、揖斐郡、2市4郡の40万人を流通圏とし、生鮮食料品等取引の適正化及び流通の円滑化を図り、市民生活の安定に役立てるため開場した。開設は、1974年（昭和49年）11月。開設者は大垣市。

## 概要
- 取扱品目
  - 青果、水産物
- 施設
  - 所在地：大垣市古宮町161番地
  - 敷地面積：56,586平方メートル
  - 青果・水産物付属店舗面積：438平方メートル
  - 駐車場：850台駐車可能
- 卸売業者
  - 大垣水産青果
- JAにしみの農業祭が開催されている[2]。